# اختصاص عام
الاختصاص العام (بالإنجليزية: general jurisdiction): في قانون الولايات المتحدة؛ فإن المحكمة ذات الاختصاص العام، هي محكمة لها سلطة الاستماع إلى القضايا القانونية والإنصاف من جميع القضايا الجنائية والمدنية والعائلية وقضايا الوصايا والمطالبات القانونية الأخرى.